# Zelfspot
Zelfspot (ook: zelfironie) is een vorm van spot die betrekking heeft op zichzelf of het eigen gedrag.
Het kan gebruikt worden als een verdedigingsmechanisme,  bedoeld om eventuele critici de wind uit de zeilen te nemen. Wie zichzelf al te kijk zet, maakt het een ander moeilijk het met hem eens te zijn, of die ander moest al heel hardvochtig zijn. Als die ander van goede wil is, kan de zelfspot juist een instrument vormen om eventuele kritiek te ontwapenen, en de gesprekspartner de geruststelling te ontlokken: "Het valt wel mee, zo erg is het niet. Je doet jezelf tekort, het zit juist heel goed met jou!"

## Voorbeeld
- "Niemand is volmaakt en daarvan ben ik het perfecte voorbeeld."